# نادیه الفانی

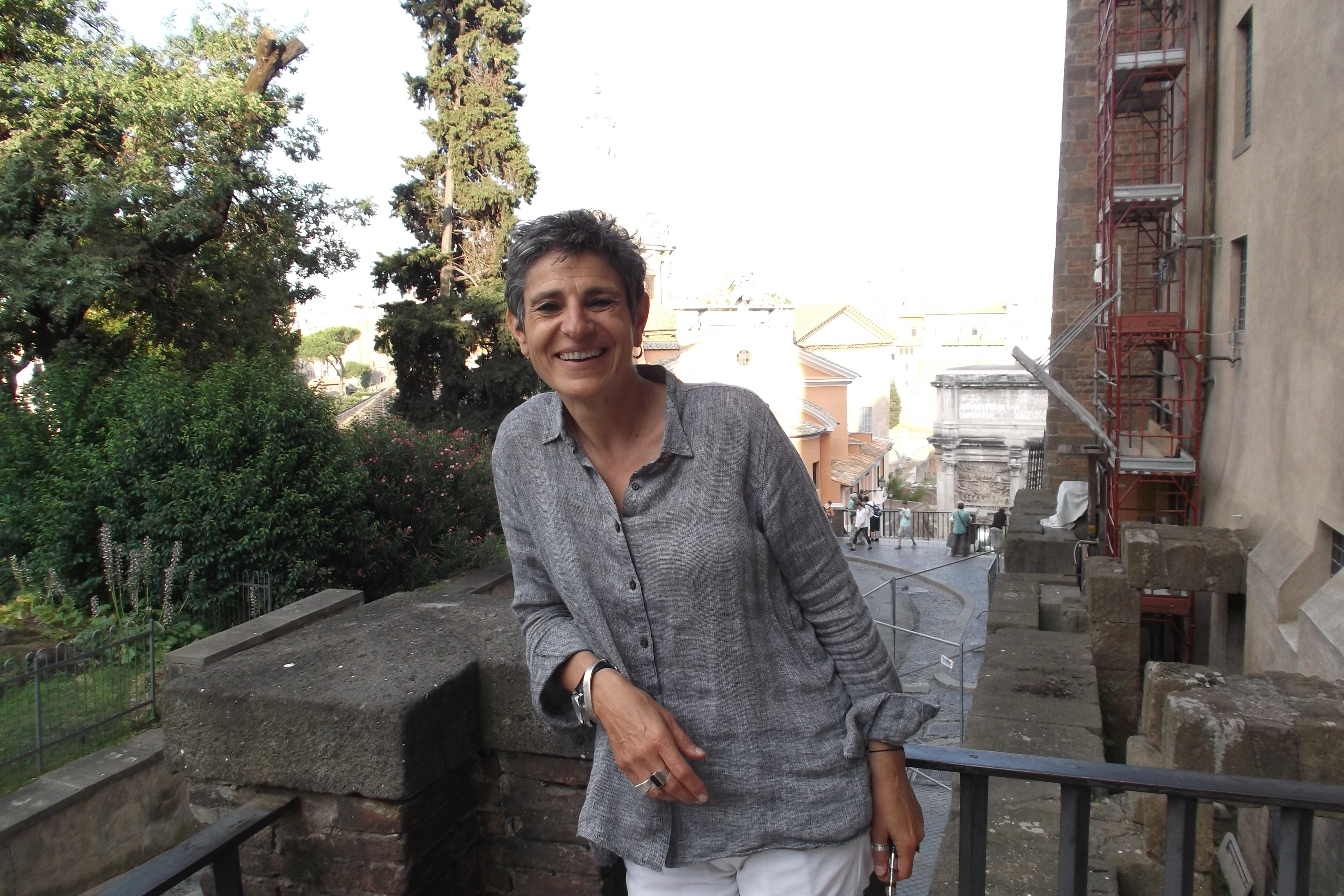
Nadia El Fani in Rome 2015.

نادیة الفانی (به عربی: نادية الفاني) (زاده ۱۹۶۰ در پاریس) کارگردان، فیلمنامه‌نویس و تهیه‌کننده تونسی است. او عمدتاً فیلم‌های مستندی درباره حقوق بشر، حقوق زنان، سکولاریسم و نقد دین کارگردانی کرده است.
الفانی در سال ۲۰۱۱ فیلم سکولاریسم ان شاء الله را کارگردانی کرد. فیلم "لا الله لا سیدی" هجومی از طرف سلفی‌گری‌ها دربرداشت که مجبور به تغییر اسم این فیلم به " سکولاریسم، ان شاء الله " فرانسوی: Laïcité, Inch'Allah‎ شود.

## زندگی
نادیه فانی در ۱۹۶۰ از پدر تونسی و مادر فرانسوی متولد شد. وی از ۲۰۰۲ در پاریس زندگی می‌کند.

## فعالیت‌های هنری
وی فیلم دزدان دریایی صحرایی که در مورد آزادی اینترنت و توقف فیلترینگ بود کارگردانی کرد. وی سال ۲۰۰۹ فرزندان لینین فیلمی مستند در مورد کمونیسم در تونس و سال ۲۰۱۱ فیلم جدایی دین از سیاست ان شاء الله العلمانیة إن شاء الله را کارگردانی کرد.

## جدل بر سر اسم فیلم لا الله لا سیدی
فیلم وی با عنوان لا الله لا سیدی از طرف کاربران فیس‌بوک مورد تهاجم قرار گرفت. همچنین سلفی‌ها در پخش اول این فیلم تماشاگران را کتک زدند و حزب خیزش النهضه اعلان کرد که اسم تحریک‌آمیز است اما لیبرالیسم‌ها از آن حمایت کردند و اعلام کردند کارگردان حق آزادی بیان دارد. بر اثر این جنجال‌ها الفانی نام این فیلم را به " سکولاریسم ان شاء الله " تغییر داد.